# Maj-Britt Jansson
Maj-Britt Andersson, gift Jansson (1940), född den 1 maj 1919 i Limhamn, var en svensk tävlingssimmare som tog guld vid Svenska mästerskapen på 200 m bröstsim 1935, 1937, 1938, 1939 och 1943, samt på 400 m bröst 1943.
Maj-Britt Andersson/Jansson, som simmade för Limhamns simsällskap, satte svenska rekord på 200 yards, 100 m, 200 m, 400 m och 500 m bröstsim, samt på 150 m ryggsim under sin karriär. Hon tilldelades Rundturens guldmedalj 1939, Skånes simförbunds guldmedalj 1943 och Stora Grabbars märke 1943.